# I cowboy non mollano mai - La mia storia
I cowboy non mollano mai - La mia storia è un'autobiografia del cantante italiano Max Pezzali, pubblicata il 10 ottobre 2013 dalla ISBN Edizioni.

## L'opera
La copertina del libro è tratta dal video musicale di Sei un mito degli 883, ai tempi in cui Mauro Repetto faceva ancora parte della band. Nel libro Pezzali parla della sua vita sin dall'età più giovane, quando conobbe Repetto al liceo, sino agli anni più recenti della sua carriera, il tutto accompagnato da foto di repertorio, molte delle quali inedite.

## Edizioni
- Max Pezzali, I cowboy non mollano mai - La mia storia, Alberto Piccinini, Giovanni Robertini, ISBN Edizioni, 2013,  p. 223, ISBN 978-88-7638-497-4.